# GayVN Awards 2007
I premi della 9ª edizione dei GayVN Awards, premi dedicati alla pornografia gay, sono stati consegnati il 24 febbraio 2007.

## Best actor
- Michael Lucas - Michael Lucas' La Dolce Vita (Lucas Entertainment)
- Shane Collins - Doggie Style (Jet Set Productions)
- Erik Rhodes - The Velvet Mafia (Falcon Studios)
- Danny Roddick - Boot Black Blues (Buckshot Productions)
- Shane Rollins - Justice (Hot House Video)
- Cole Ryan - The Chest (Titan Media)
- Eddie Stone - 2nd Inning (Electro Video)
- Colby Taylor - Big Rig (Buckshot Productions)
- Derrick Vinyard - From Top to Bottom (Falcon Studios)
- Justin Wells - Booty Thief (Arena Entertainment)

## Best actor - foreign release
- Jean Franko - The School for Lovers (Lucas Kazan Productions)
- Mack Manus - Harassment at the Work Site (Stud Mall)
- Sebastian Stone - World Soccer Orgy 1-2 (Eurocreme)
- Julian Vincenzo - Good Fellows (High Octane)
- Johan Volny - Hard Riders (Beau Mec)

## Best all-sex video
- Black-N-Blue (Hot House Video)
- Breathless (Titan Media)
- Devil Inside (HIS Video)
- Dripping Wet (Falcon Studios)
- Lords of the Jungle (Raging Stallion Studios)
- Manly Heat: Quenched (Buckshot Productions)
- Sized Up (Rascal Video)

## Best alternative release
- Gay Sex in the '70s (Wolfe Video)
- Damon and Hunter: Doing it Together (Comstock Films)
- Stonewall & Riot (Adult Visual Animation)
- Story Film Classics: The Wild Ones (Athletic Model Guild) - AMG)
- That Man: Peter Berlin (Gorilla Factory Productions)

## Best amateur release
- Rear Gunners 2 (Active Duty)
- Florida Fresh (Jake Cruise Presents)
- Straight College Men 48 (Straight College Men)
- Take It Like a Man (Xtreme Productions)
- Top to Bottom 4 (Defiant Productions)

## Best art direction
- Michael Lucas' La Dolce Vita (Lucas Entertainment)
- French Farmers (Oh Man! Studios)
- Going Under (Jet Set Productions)
- Justice (Hot House Video)
- Spy Quest 2 (Titan Media)
- Underwater (Alexander Pictures)
- The Velvet Mafia (Falcon Studios)

## Best bisexual Video
- Bi-Back Mountain (All Worlds Video)
- American Bi (Pulse Pictures)
- Bi Bi American Pie 9 (Macho Man)
- Bisexuals in the Woods (Over There Productions)
- Fine Bi Me Too! (Adam & Eve)

## Best classic DVD
- Nights in Black Leather (Gorilla Factory Productions)
- Brother Load (Catalina Video)
- Falconhead Two: The Maneaters (HIS Video)
- Hardcore Film Classics: Vito & the Love Bandit (Athletic Model Guild - AMG)
- Screenplay (Bijou)

## Best Director
- Michael Lucas e Tony DiMarco - Michael Lucas' La Dolce Vita (Lucas Entertainment)
- Kristen Bjorn - Fire Dance (Kristen Bjorn Video/Sarava Productions)
- Joe Gage - Arcade on Route 9 (Titan Media)
- Doug Jeffries - Delinquents (All Worlds Video)
- Brian Mills - Folsom Filth (Titan Media)
- John Rutherford - Big Rig (Buckshot Productions)
- Steven Scarborough - Justice (Hot House Video)
- Chris Steele - The Velvet Mafia (Falcon Studios)
- Chris Ward e Ben Leon - Lords of the Jungle (Raging Stallion Studios)
- Kristofer Weston - Boot Black Blues (Buckshot Productions)

## Best DVD extras/special edition
- Michael Lucas' La Dolce Vita (Lucas Entertainment)
- Big Dick Club (Falcon Studios)
- Black-N-Blue (Hot House Video)
- Folsom Filth (Titan Media)
- Nights in Black Leather (Gorilla Factory Productions)

## Best editing
- Tony DiMarco - Michael Lucas' La Dolce Vita (Lucas Entertainment)
- Kristen Bjorn - Fire Dance (Kristen Bjorn Video/Sarava Productions)
- Owen Hawk - The Show (Dark Alley Media/Pitbull Productions)
- Max Phillips - Big Rig (Buckshot Productions)
- Andrew Rosen - Going Under (Jet Set Productions)
- Andrew Rosen - The Velvet Mafia (Falcon Studios)
- James Sheridan - Folsom Filth (Titan Media)
- Colby Taylor - Leather Sessions (Rascal Video)
- Chris Ward e Ben Leon - Lords of the Jungle (Raging Stallion Studios)
- Jim Wigler - Justice (Hot House Video)

## Best ethnic-themed video
- The Show 1-2 (Dark Alley Media/Pitbull Productions)
- Black Balled 5: Star Fucker (All Worlds Video)
- Chino's Dorm (Flava Works)
- Harold Episode Larry (Tyson Cane Videos)
- Love of the Dick 4: Classified (Pitbull Productions / Thugporn)
- My First Interracial (Black Viking)
- Queens Plaza Pick-Up (Latino Fan Club)

## Best ethnic-themed video – latin
- Manhattan (Raging Stallion Studios)
- Aprende 2 (Enrique Cruz Presents)
- Boyz in the Crib 3 (Latino Fan Club)
- Momentos Penetrantes (Latin Media)
- Nine Inch NuYoricans (Latino Fan Club)

## Best foreign release
- The School for Lovers (Lucas Kazan Productions)
- The Club (Mansize by Private)
- The [Fucking] Office (Stud Mall)
- Hard Riders (Beau Mec)
- Piña Colada (Bel Ami)
- Underwater (Alexander Pictures)
- World Soccer Orgy 1-2 (Eurocreme)

## Best group scene
- Orgia - Spokes III (Falcon Studios)
- Orgia - Black Balled 5: Star Fucker (All Worlds Video)
- Orgia - Brawlers (Mustang Studios)
- Tober Brandt, Jon Galt, Mike, Grant, Mason Wyler, Josh West, Steve Trevor - Closed Set: Titan Stage One (Titan Media)
- Carlos Caballero, Erick Nogueira, Mauricio Goldstein, Mukhtar Safarov - Fire Dance (Sarava Productions)
- Orgia - Fucked (Studio 2000)
- Shane Rollins, Brad Star, Nick Piston, Jordan Vaughn - Justice (Hot House)

## Best leather video
- Black-N-Blue (Hot House Video)
- Boot Black Blues (Buckshot Productions)
- Centurion Muscle III: Omega (Centurion)
- Folsom Filth (Titan Media)
- Leather Sessions (Rascal Video)
- Manifesto (Raging Stallion Studios)

## Best marketing campaign
- Michael Lucas' La Dolce Vita (Lucas Entertainment)
- Big Rig (Buckshot Productions)
- Doggie Style (Jet Set Productions)
- Folsom Filth (Titan Media)
- Justice (Hot House Video)
- Lords of the Jungle (Raging Stallion Studios)
- The Velvet Mafia (Falcon Studios)

## Best Music
- Nekked - Michael Lucas' La Dolce Vita (Lucas Entertainment)
- Cocks Johnson - Going Under (Jet Set Productions)
- Mon Cousine Belge e E.M. Diaz - The Velvet Mafia (Falcon Studios)
- Rock Hard e Little Rock - Justice (Hot House Video)
- Rock Hard e Nick Pavkovic - Big Rig (Buckshot Productions)

## Best Newcomer
- Matt Cole
- Tommy Blade
- Damien Crosse
- Francesco D'Macho
- Double R
- Jeremy Hall
- Brant Moore
- Damon Phoenix
- Danny Roddick
- Diesel Washington

## Best non-sex performance (TIE)
- Savanna Samson - Michael Lucas' La Dolce Vita (Lucas Entertainment)
- Paul Barresi - The Velvet Mafia (Falcon Studios)
- Ross Cannon - Delinquents (All Worlds Video)
- Gabriel Dubois - The Da Vinci Load (PZP Productions)
- Derek Hartley - Big Rig (Buckshot Productions)
- Coco LaChine - Fucking with the Stars (All Worlds Video)
- Chi Chi LaRue - The Velvet Mafia (Falcon Studios)

## Best oral scene
- Ty Hudson, Shane Rollins - Justice (Hot House)
- Derrick Hanson, Hunt Parker, Tom Lazzari - Closed Set: Stage One (Titan)
- Juan Jimenez, Rocky Oliveira - Fire Dance (Sarava Productions)
- Trevor Knight, Eric Hung - Fourscore 2 (Gino Pictures)
- T. Malone, Owen Hawk - The Show 1 (Dark Alley Media/Pitbull Productions)

## Best packaging
- Michael Lucas' La Dolce Vita (Lucas Entertainment)
- Bedroom Eyes (Raging Stallion Studios)
- Black-N-Blue (Hot House Video)
- Blond Leading the Blond (All Worlds Video)
- Boot Black Blues (Buckshot Productions)
- Devil Inside (HIS Video)
- Folsom Filth (Titan Media)
- Gemeos (Athletic Model Guild) - AMG)
- March of the Twinks (Spanky's Boys)
- Piña Colada (Bel Ami)
- The School for Lovers (Lucas Kazan Productions)
- The Velvet Mafia (Falcon Studios)

## Best pro-am release
- Lebanon (Collin O'Neal Productions/Raging Stallion Studios)
- Auditions 9: Chad Hunt (Lucas Entertainment)
- The Da Vinci Load (PZP Productions)
- Twinks for Cash Volume 4 (Pink Visual Productions)
- Up for Grabs (Pat & Sam)

## Best renting title of 2006
- Delinquents (All Worlds Video)

## Best screenplay
- Tony DiMarco - Michael Lucas' La Dolce Vita (Lucas Entertainment)
- Austin Deeds - The Velvet Mafia (Falcon Studios)
- Peter Z. Pan - The Da Vinci Load (PZP Productions)
- Jack Rabbit - Going Under (Jet Set Productions)
- Steven Scarborough - Justice (Hot House Video)
- Tom Settle - Big Rig (Buckshot Productions)
- Eddie Stone - 2nd Inning: Little Big League II (Electro Video)
- Scott Swann – Bi-Back Mountain (All Worlds Video)
- Matthias von Fistenberg - The Show (Dark Alley Media/Pitbull Productions)
- Michael Zen - Booty Thief (Arena Entertainment)

## Best sex comedy
- Going Under (Jet Set Productions)
- 2nd Inning: Little Big League II (Electro Video)
- BeTwinked (PZP Productions)
- The Dicks of Hazzard (Eon Films)
- Fucking with the Stars (All Worlds Video)
- World Soccer Orgy 1-2 (Eurocreme)

## Best sex scene – duo
- Brad Patton, Brian Hansen - Manly Heat: Quenched (Buckshot)
- François Sagat, Kyle Lewis - Bedroom Eyes (Raging Stallion Studios)
- Colby Taylor, Gus Mattox - Big Rig (Buckshot Productions)
- Johnny Hazzard, Benjamin Bradley - Delinquents (All Worlds Video)
- Antonio Madiera, Park Wiley - Devil Inside (HIS Video)
- Blu Kennedy, Danny Bitho - Encounters: Heat of the Moment (Lucas)
- Jason Adonis, Derrick Vinyard - From Top to Bottom (Falcon Studios)
- Shane Rollins, Trevor Knight - Justice (Hot House Video)
- Remy Delaine, François Sagat - Manifesto (Raging Stallion Studios)
- Dominic Pacifico, Josh Powell - Plowed (Factory Video)
- Chris Clark, Ryan Lynch - Something Much Bigger (IOP Productions)
- Spencer Quest, Jake Deckard - Spy Quest 2 (Titan Media)

## Best solo performance
- Kent North - At Your Service (Hot House Video)
- Fabinho - The School for Lovers (Lucas Kazan Productions)
- Brad Patton – Minute Man 25 (Colt Studio)
- Rocky Rivera - Boyz 'n the Crib 3 (Latino Fan Club)
- François Sagat - Manhattan (Raging Stallion Studio)

## Best solo video
- Minute Man 28: Peak Experience (Colt Studio)
- Alumni Weekend 4 (FratMen)
- Caught in the Act (Citiboyz)
- Neighborhood Buddies Volume 2 (Next Door Male)
- Sexy Surfers (Surfside)
- Zeb Atlas: A God in Paradise (Unzipped Video)

## Best specialty release
- X Fights UK 30 (BG East)
- Asian Incident (Sting)
- Daddy Hunt: Volume Four (Pantheon Productions)
- Extreme Boyz Chronicles Volume VI (ExtremeBoyz/Torsion Video)
- Principal Wood and the Detention Hall (Spank This)
- A Rim With a View 2 (Not Into Bush)
- Sex in Spandex (Scandalistic Pictures)

## Best specialty release - 18-23
- Out of Africa 2 (Bel Ami)
- The Bottoming Desire: MasterPiece (Fierce Dog)
- The Da Vinci Load (PZP Productions)
- Something Much Bigger (IOP Productions)
- Take It Like a Man (Xtreme Productions)
- Tight End Twinks (8teenboy)
- Twink Toy Story (Hyde Park)

## Best specialty release – bears
- Rough & Ready: Real Men Volume 11 (Pantheon Productions)
- Bear Party 3 (CyberBears)
- Bear Voyage 2 (BearFilms)

## Best specialty release – extreme
- Folsom Filth: regista's Expanded Edit (Titan Media)
- 2 Twisted (Hot House Video)
- Abuse of Power (Stud Mall)
- College Balls (Grapik Art)
- Fisting Underground (Dark Alley Media)
- FistPack 8 (Raging Stallion Studios)
- Maximum Stretch (Red Eagle)

## Best supporting actor
- Spencer Quest - Michael Lucas' La Dolce Vita (Lucas Entertainment)
- Travis Carlton - Doggie Style (Jet Set Productions)
- Jason Crew - Holier Than Thou (Adonis Pictures)
- Trevor Knight - Going Under (Jet Set Productions)
- Gus Mattox - Big Rig (Buckshot Productions)
- Matthew Rush - The Velvet Mafia (Falcon Studios)
- Jason Ridge - Cop Shack on 101 (Titan Media)
- Tommy Ritter - 2nd Inning: Little Big League (Electro Video)
- Brad Star - The Bottoming Desire (Fierce Dog)
- Supreme - The Show (Dark Alley Media/Pitbull Productions)

## Best threesome
- Jason Ridge, Michael Lucas, Derrick Hanson - Michael Lucas' La Dolce Vita
- Jason Crew, Brian Hansen, Tamas Eszterhazy - Big Rig (Buckshot)
- Kent North, Rafael Alencar, Marc Williams - Black-N-Blue (Hot House Video)
- Matt Majors, Brett Mathews, Kyler Lachlan - Cop Shack on 101 (Titan Media)
- Chad Hunt, Sal, Ben Andrews - Encounters: Flash Point (Lucas Entertainment)
- Juan Jimenez, Carlos Caballero, Rocky Oliveira - Fire Dance (Sarava)
- Luca DiCorso, Jan Fischer, Jeremy Hall - No Cover (Rascal Video)
- Collin O'Neal, Jacko, François Sagat - Lebanon (Collin O'Neal/Raging Stallion)
- François Sagat, Jay Black, Huessein - Manifesto (Raging Stallion Studios)
- Tiger Tyson, Supreme, T. Malone - The Show 2 (Dark Alley Media/Pitbull)

## Best videography
- Tony DiMarco - Michael Lucas' La Dolce Vita (Lucas Entertainment)
- Hue Wilde, Ross Cannon - Delinquents (All Worlds Video)
- Brad Austin - Devil Inside (HIS Video)
- Kristen Bjorn - Fire Dance (Sarava Productions)
- Richard Board - Justice (Hot House Video)
- Ben Leon - Lords of the Jungle (Raging Stallion Studios)
- Brian Mills - Breathless (Titan Media)
- Max Phillips - Big Rig (Buckshot Productions)
- Max Phillips - Manly Heat: Scorched/Quenched (Buckshot Productions)
- Leonardo Rossi - The School for Lovers (Lucas Kazan Productions)

## Performer of the year
- François Sagat
- Rafael Alencar
- Benjamin Bradley
- Matt Cole
- Jake Deckard
- Trevor Knight
- Kyle Lewis
- Dean Monroe
- Brad Patton
- Erik Rhodes
- Spencer Quest
- Jason Tiya

## 2007 Gayvn hall of fame inductees
- Peter Berlin (regista/Performer)
- Ray Dragon (regista/Performer/Owner of Dragon Media)
- Chase Hunter (Performer)
- Kathryn Reed (regista)
- Steven Toushin (Owner of Bijou Video)
- Chris Ward (regista/Performer/Owner of Raging Stallion)

## Best picture
- Michael Lucas' La Dolce Vita (Lucas Entertainment)
- Arcade on Route 9 (Titan Media)
- Big Rig (Buckshot Productions)
- Boot Black Blues (Buckshot Productions)
- Delinquents (All Worlds Video)
- Fire Dance (Kristen Bjorn Video/Sarava Productions)
- Going Under (Jet Set Productions)
- Justice (Hot House Video)
- Lords of the Jungle (Raging Stallion)
- The Velvet Mafia (Falcon Studios)